# Park Narodowy West Lunga
Park Narodowy West Lunga – park narodowy położony w Dystrykcie Mwinilunga w zambijskiej Prowincji Północno-Zachodniej, ok. 10 km na północ od drogi M8. Utworzony został w 1972 roku.

## Geografia i klimat
Park ma powierzchnię 1684 km² i położony jest na wysokości 1100–1400 m n.p.m. Roczna suma opadów wynosi tu 851-1050 mm. Od zachodu granicę jego stanowi rzeka West Lunga, zaś od wschodu rzeka Kabompo.

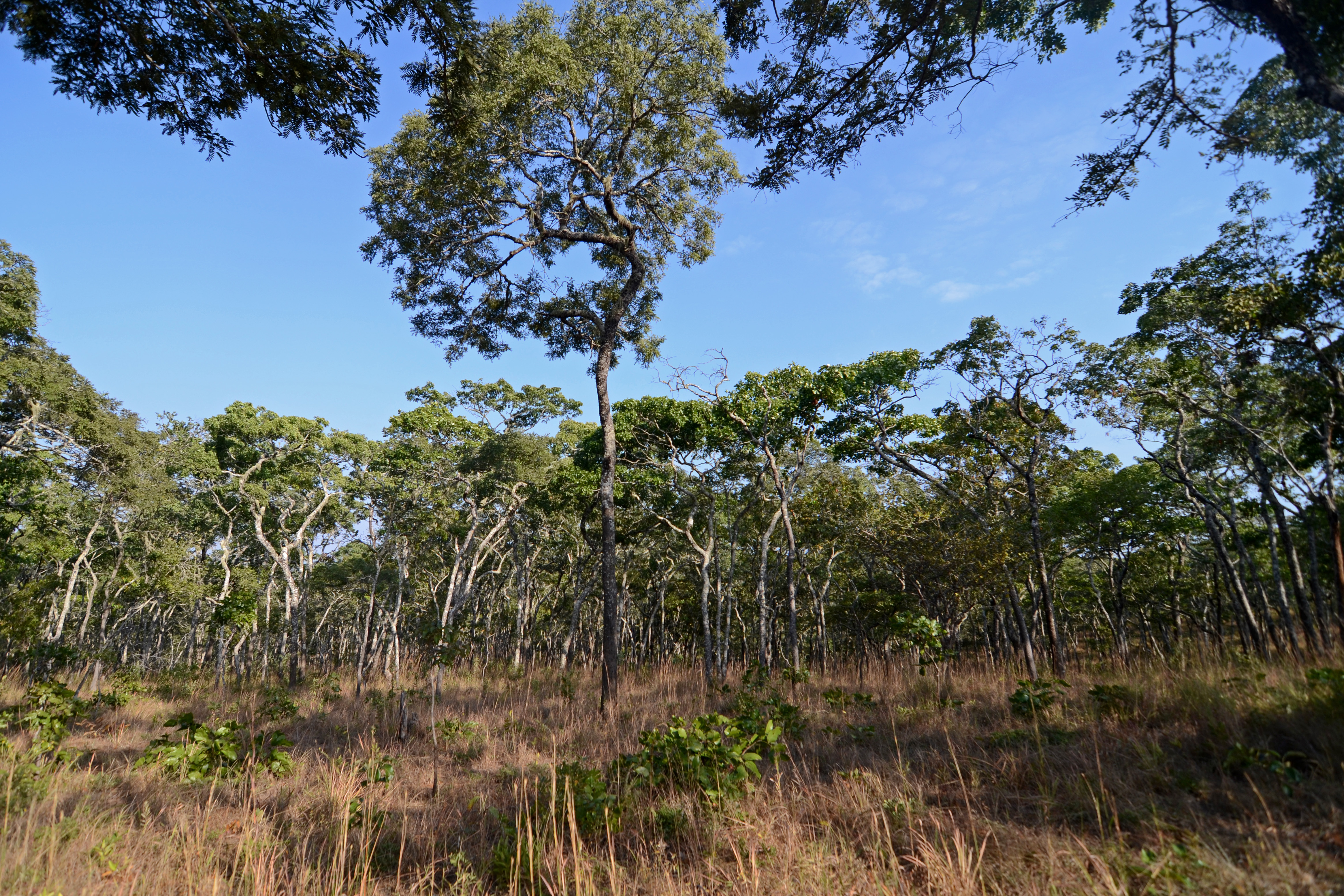
Miombo, jedna z występujących na terenie parku formacji roślinnych

## Środowisko naturalne

### Flora
Najważniejszą formacją roślinną są tu wiecznie zielone, wysokie lasy mavundu, zdominowane przez drzewa Cryptosepalum pseudotaxus, pod koronami których rośnie nieprzenikniona gęstwina krzewów. Kolejnym występującym tu typem lasów są miombo o przewadze drzew z rodzaju Brachystegia. Swój udział ma także chipya. Obok lasów występują także płaty trawiastych łąk. Obszar poprzecinany jest gęstą siecią rzek i strumieni. Formacjami terenów podmokłych są tu dambos, mokradła i lasy nadbrzeżne.

### Fauna

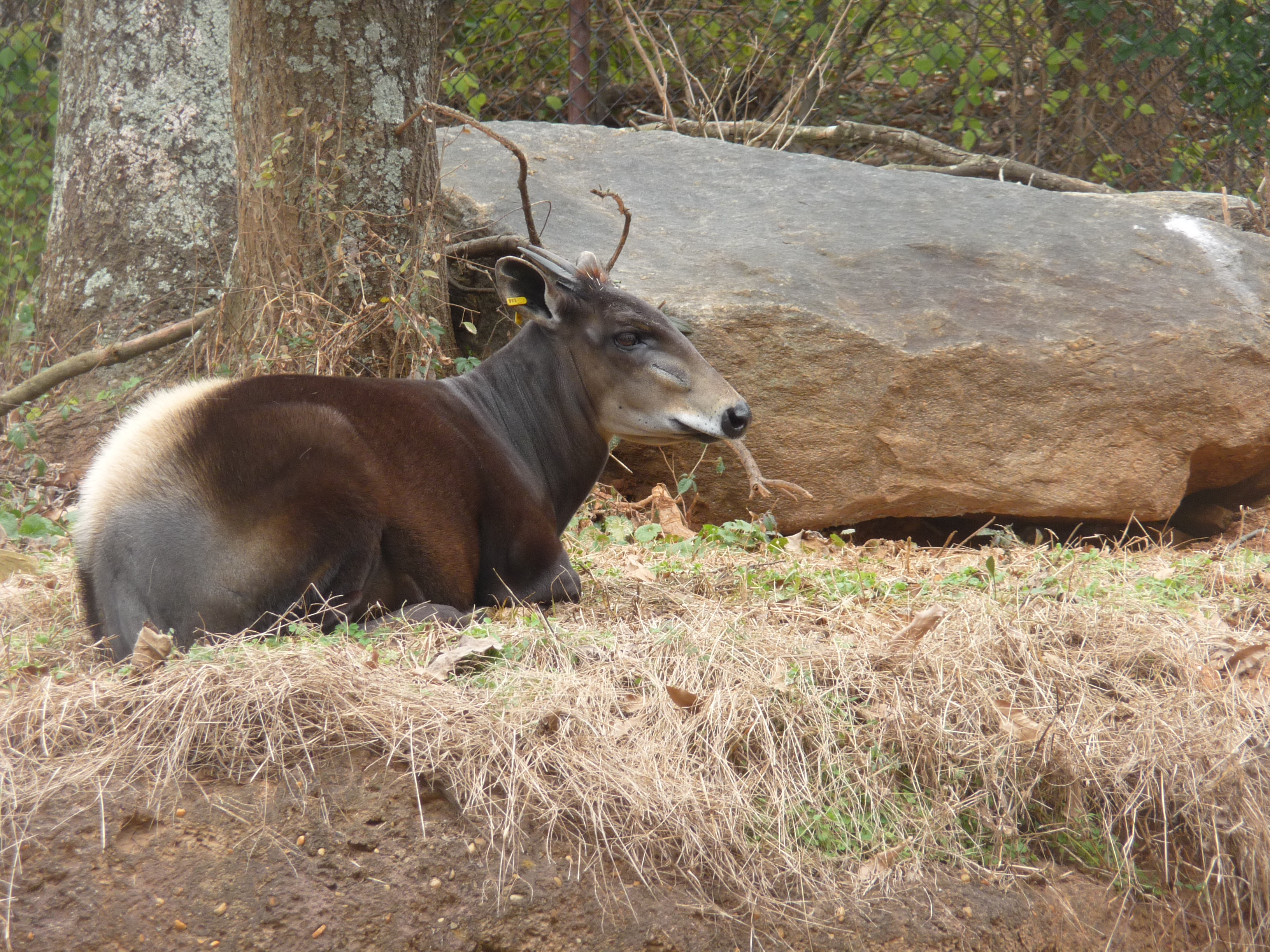
Dujker żółtopręgi

Wśród zamieszkujących park ssaków warto wymienić koczkodan tumbili, pawian masajski, dujker modry i żółtopręgi, kob śniady, puku, hipopotam nilowy, antylopa końska i szabloroga, sitatunga, eland, świnia Potamochoerus larvatus, słoń oraz bawół afrykański. Z drapieżników występują cywety i żenety. Brak prawdopodobnie większych kotowatych jak lwy czy lamparty.
Licznie reprezentowane są również ptaki. Występuje tu m.in.: Alcedo semitorquata, Podica senegalensis, Psalidoprocne pristoptera, turak długoczuby. Wiecznie zielone lasy zamieszkują Telophorus viridis, perlica czubata, Campephaga quiscalina, Batis margaritae, Dicrurus ludwigii. Żyje tu także endemiczny dla zambijskich lasów mavundu, Pogoniulus makawai.
W tutejszych rzekach i mokradłach spotkać można krokodyla nilowego.

## Historia i ochrona
Obszar został objęty ochroną w późnych latach 1940', jako rezerwat faunistyczny, głównie ze względu na żyjącą tu populację dujkera żółtopręgiego. Występowały tu wówczas liczne antylopy, bawolce Lichtensteina oraz większa zwierzyna, jak bawoły, lwy i lamparty. Od tego czasu obszar był słabo eksploatowany, z wyjątkiem miejscowych społeczności, które polowały tu i łowiły ryby. W międzyczasie, w 1972 obszarowi nadano rangę parku narodowego z numerem 14. W 2002 roku grupa miejscowych interesariuszy utworzyła West Lunga Development Trust, którego zadniem jest wspomóc ochronę tego miejsca. Z pomocą miejscowego wodza udało stworzyć się złożone z lokalnych społeczności "Village Action Groups", których zadaniem jest patrolowanie terenu i monitoring środowiska. Powstało również Community Resource Boards, którego zadaniem jest kontrola surowców naturalnych w okolicach parku i znajdywanie wsparcia finansowego dla działań podejmowanych w tym rejonie.

## Turystyka
Park Narodowy West Lunga jest rzadko odwiedzany przez turystów. Brak w pobliżu miast, a na jego terenie brak dróg. Gęsta roślinność zarówno terenów trawiastych jak i lasów czyni go również trudnym do przejścia pieszo. Wiele rzek nadaje się do spływu łodzią lub kanu, jednak miejscami występują bystrza.